# Windeck
Windeck è un comune di 18 864 abitanti della Renania Settentrionale-Vestfalia, in Germania.
Appartiene al circondario (Kreis) del Reno-Sieg (targa SU).